# Platyzosteria liturata
Platyzosteria liturata är en kackerlacksart som beskrevs av Henri Saussure 1873. Platyzosteria liturata ingår i släktet Platyzosteria och familjen storkackerlackor. Inga underarter finns listade i Catalogue of Life.